# Księstwo briańskie
Księstwo briańskie – jedno z księstw udzielnych Rusi Kijowskiej, istniejące XII–XIV wieku, ze stolicą w Briańsku. 
Od 1146 roku miasto należało do księstwa czernihowskiego, w latach 1159–1167 wchodziło w skład księstwa wszczyżskiego. Księstwo briańskie usamodzielniło się w 1246 roku, po tym, jak na skutek najazdu tatarskiego upadł Czernihów. W 1263 roku książę czernihowski Roman Michajłowicz Stary przeniósł do Briańska tron czernihowski. W XIV wieku o kontrolę nad Briańskiem walczyli Rurykowicze smoleńscy i czernihowscy. W 1356 roku księstwo zostało podbite przez Olgierda i włączone do Wielkiego Księstwa Litewskiego na prawach księstwa udzielnego. W 1430 roku księstwo briańskie upadło, a w 1500 roku te ziemie podbił Iwan III Srogi i włączył do państwa moskiewskiego.